# 谢文能
谢文能（2001年2月6日—）是一名中国职业足球运动员，司职边锋，2023年，谢文能跟隨中国国奥队晉級2024年亞足聯U-23亞洲盃資格賽。次年又參加2024年亞足聯U-23亞洲盃。2024年時效力于中国足球协会超级联赛俱乐部山东泰山足球俱乐部，他還是中国国家足球队的一員。

## 個人生活
2024年1月2日，谢文能与妻子结婚。